# کاویچنو-ساکساره
کاویچنو-ساکساره (به لهستانی:  Kawieczyno-Saksary) یک روستا در لهستان است که در گمینا کژنووووگا ماوا واقع شده‌است.